# Onciale 0291
- Papyrus
- Onciale
- Minuscules
- Lectionnaire

Le Codex 0291 (dans la numérotation Gregory-Aland), est un manuscrit du Nouveau Testament sur parchemin écrit en écriture grecque onciale.

## Description
Le codex se compose d'une folio. Il est écrit en deux colonnes par page, 27 lignes par colonne. Les dimensions du manuscrit sont 29 cm x 17 cm,.
Ce manuscrit contient le texte d'Évangile selon Luc (8,45-9,2). Les paléographes datent ce manuscrit du VIIe siècle ou VIIIe siècle.
Le texte du codex Kurt Aland ne l'a placé dans aucune catégorie.
Lieu de conservation
Un folio est conservé au monastère Sainte-Catherine (N.E. ΜΓ 1) dans le Sinaï,.